# Enrico Mizzi
Enrico Mizzi, también escrito Nerik Mizzi, (La Valeta, 20 de septiembre de 1885 - ib., 20 de diciembre de 1950) fue un político maltés, cofundador del Partido Nacionalista, que desempeñó el cargo de primer ministro de Malta desde septiembre hasta diciembre de 1950.

## Biografía
Mizzi nació en La Valeta en 1885, en el seno de una familia vinculada a la política: su padre, el abogado Fortunato Mizzi (1844-1905), había sido fundador de un movimiento nacionalista que reclamaba la independencia maltesa del Imperio Británico. Después de completar sus estudios en el Seminario de Gozo, Enrico obtuvo el grado en Literatura y Ciencias por la Universidad de Malta en 1906. A continuación se trasladó a Italia para estudiar Derecho en la Universidad de Urbino, consiguiendo el doctorado en 1911.
Además de su interés por la política, Mizzi era un convencido italófilo. En la década de 1910 ayudó a fundar la delegación maltesa de la Sociedad Dante Alighieri, de la que llegó a ser presidente vitalicio.
En 1915 fue elegido miembro del «Comité Patriótico Maltés» y ayudó a fundar el diario oficial L'Eco di Malta, desde el cual se publicaron textos contra la administración colonial y a favor del autogobierno para Malta. Esa actividad motivó que fuese condenado a un año de arresto domiciliario. Cuando la autonomía quedó establecida en 1921, Mizzi creó su propio partido político, el Partido Democrático Nacionalista (PDN). En las elecciones legislativas de 1924, el PDN dio su apoyo a la investidura como primer ministro de Ugo Pasquale Mifsud, líder de la Unión Popular Maltesa (UPM). A cambio, Mizzi fue nombrado ministro de Agricultura e Industria. El PDN de Mizzi se acabaría fusionando en 1926 con la UPM de Mifsud para crear el Partido Nacionalista de Malta, con un liderazgo compartido entre ambos dirigentes.
Los nacionalistas pasaron a la oposición en 1927 por la victoria electoral de Gerald Strickland, pero Mifsud volvió a ser elegido primer ministro en las elecciones de 1932. Además de diputado, Mizzi ocupó los cargos de ministro de Agricultura (1932) y ministro de Educación (1932-1933) hasta que el autogobierno quedó abolido en 1933. El político maltés mostró su indignación por la eliminación del italiano como lengua oficial y pasó a ser considerado una amenaza para las autoridades británicas.
Bajo el pretexto de evitar una posible invasión de la Italia fascista, Enrico Mizzi fue arrestado en 1940 por presunta colaboración con el irredentismo italiano. Dos años más tarde fue deportado junto a otros 47 ciudadanos malteses al protectorado de Uganda. No pudo ser repatriado hasta el 8 de marzo de 1945, asumiendo en solitario el liderazgo del Partido Nacionalista tras la muerte de Mifsud. En 1947 recuperó el escaño parlamentario y fue el líder de la oposición al gobierno laborista de Paul Boffa hasta 1950.
Con la izquierda maltesa dividida para las elecciones de 1950, el Partido Nacionalista obtuvo mayoría simple y Enrico Mizzi fue nombrado primer ministro el 26 de septiembre. No obstante, su mandato fue muy breve: a los tres meses de jurar el cargo, Mizzi falleció el 20 de diciembre en su residencia de La Valeta a los 65 años por causas desconocidas. Su sustituto fue Giorgio Borg Olivier.
Enrico Mizzi estuvo casado desde 1926 hasta su muerte con Bice Vassallo. El único hijo del matrimonio, Mgr Fortunato Mizzi, ha creado en 2010 una fundación que lleva el nombre del dirigente.